# Lobach (Seeg)
Lobach ist ein Gemeindeteil der Gemeinde Seeg im Landkreis Ostallgäu (Schwaben, Bayern). 

## Geschichte
Der Ortsname ist im Jahr 1312 im Urbar des Stifts Stams erstmals erwähnt.
Der Name kann sich auf den Flussnamen Lobach, einen Zufluss zur Wertach, beziehen. Die Bedeutung leitet sich eventuell von Laub (Blätter, Gebüsch) oder von dem vor-deutschen Wort für Vieh = Lyoba ab.